# Great Western Railway
Pour les articles homonymes, voir Great Western Railway (homonymie) et GWR.
 (octobre 2013).
Si vous disposez d'ouvrages ou d'articles de référence ou si vous connaissez des sites web de qualité traitant du thème abordé ici, merci de compléter l'article en donnant les références utiles à sa vérifiabilité et en les liant à la section « Notes et références ».

La Great Western Railway (ou Grand chemin de fer de l'Ouest) était une compagnie ferroviaire britannique créée en 1833 pour desservir, à partir de Londres, les régions ouest de l'Angleterre et le sud du pays de Galles.
Considérée comme la compagnie ferroviaire britannique par excellence, elle garda son indépendance lors du regroupement des autres compagnies en 1923 mais fut intégrée aux British Railways lors de la nationalisation des chemins de fer en 1948. 
À ne pas confondre avec le Great Western Railway (GWR) contemporain qui est une entreprise ferroviaire britannique qui exploite, dans le cadre d'une concession attribuée au groupe First Group par la Strategic Rail Authority (SRA), le réseau du Great Western Main Line

## Historique

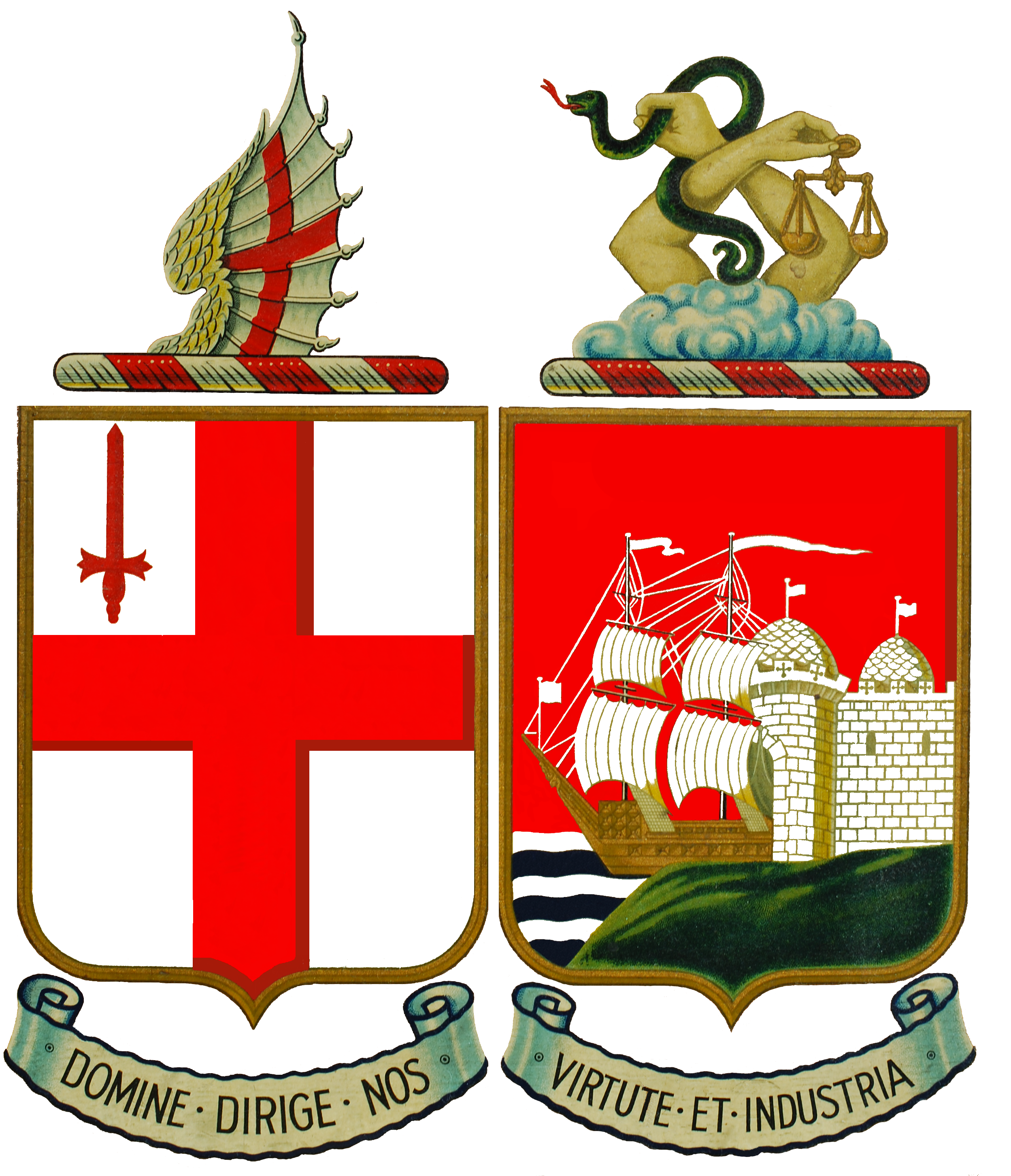
Les armoiries de la Great Western Railway.

Créée à Bristol en 1833, elle répondait aux besoins de liaison entre Londres et les grands ports britanniques de l'ouest.
Le premier ingénieur du matériel fut Isambard Kingdom Brunel, qui décida d'utiliser pour ce réseau une voie large à écartement de 2,14 mètres, très supérieur aux autres et nécessitant donc un matériel spécifique. Il escomptait ainsi une meilleure capacité de traction et des vitesses plus élevées que les autres systèmes ferroviaires.

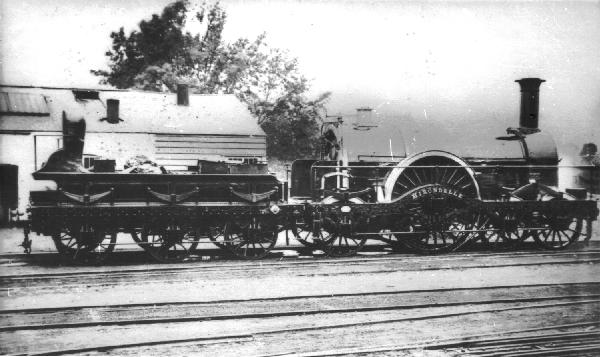
Hirondelle, locomotive voie large de 1848.

Le premier tronçon mis en exploitation en 1838 reliait la gare londonienne de Paddington à Taplow, près de Maidenhead. La ligne complète de Bristol Temple Meads fut ouverte en 1841. La ville de Swindon devint le centre des ateliers de la compagnie, et c'est largement grâce à la Great Western Railway que cette ville se développa.
Les surcoûts d'exploitation liés à l'écartement large mirent à mal cette solution technique et la ligne fut reconvertie à l'écartement standard entre 1854 et 1892.
Comme armoiries, la Great Western Railway utilisa celles de la Cité de Londres et celles de Bristol juxtaposées.